# East Croachy

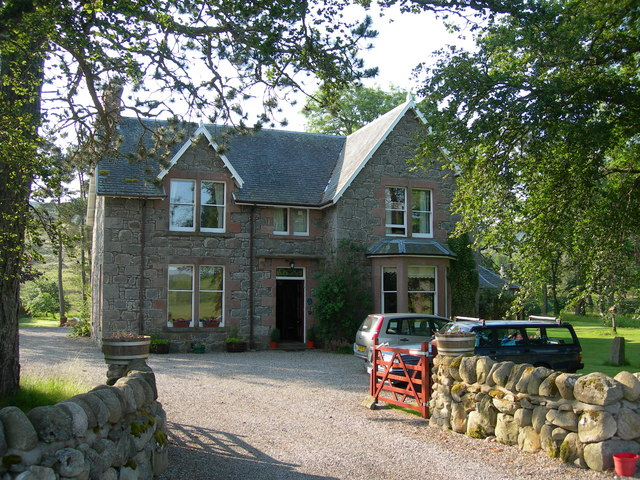
Hotel mit Post

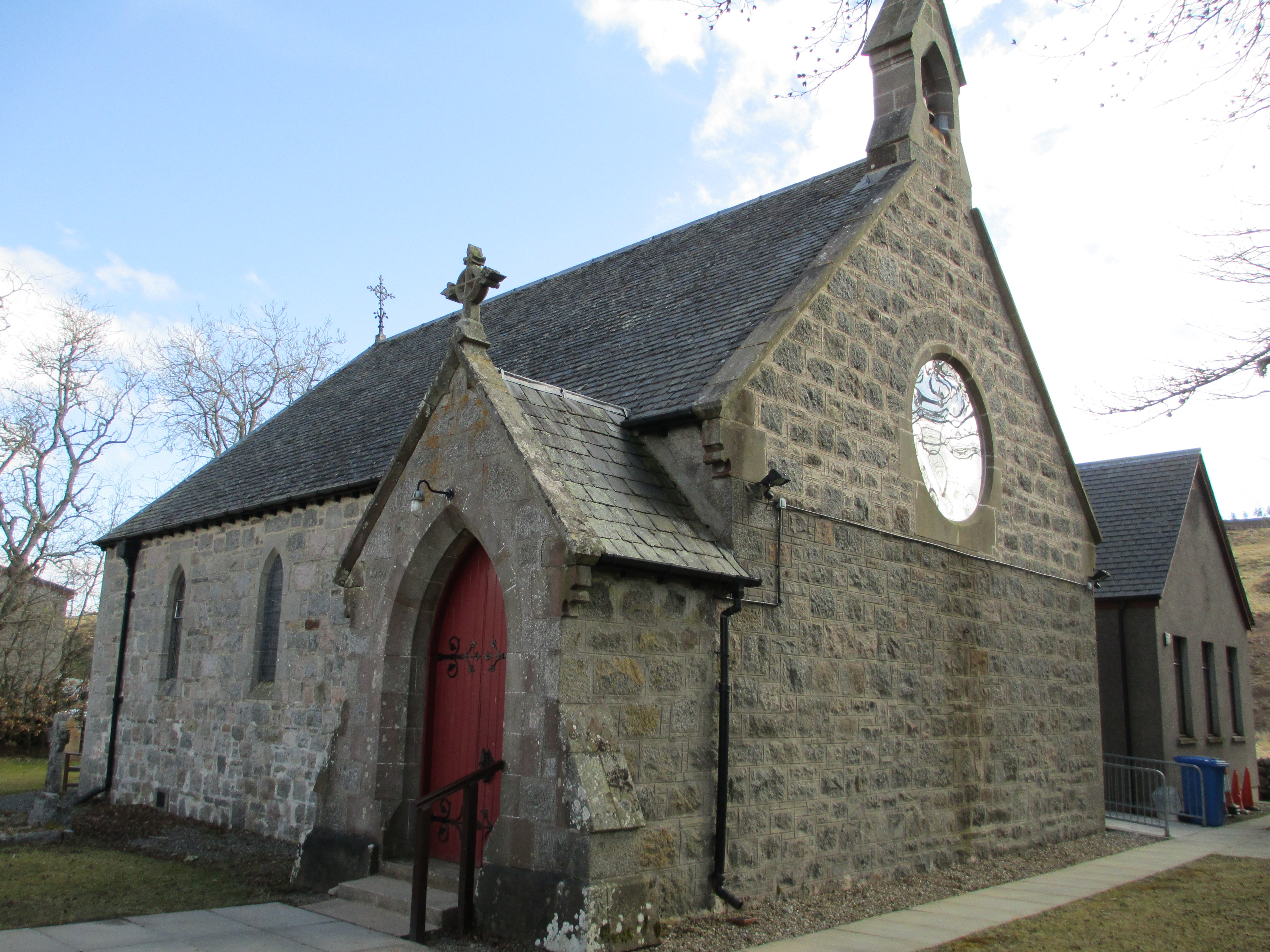
Kirche St Paul

East Croachy ist der nordöstliche, deutlich größere Teil der Ortschaft Croachy, die südlich von Inverness in der Region Highland im Norden von Schottland liegt. Im Rahmen der historischen Gliederung Schottlands in Civil Parishes zählt Croachy zu Daviot and Dunlichity, das zu Inverness-shire gehörte.
Die Häuser von East Croachy erstrecken sich entlang der von Errogie nach Culloden führenden B851. Parallel nordwestlich von ihr verläuft der Fluss Nairn, landschaftlich zählen sie zum Tal Strathnairn. Der Ort hat eine gewisse lokale Bedeutung, unter anderem finden sich ein kleines Hotel, das zugleich als Poststation dient sowie, mit der St Paul Church, ein Kirchengebäude der Scottish Episcopal Church.
Historisch von Interesse ist das ganz im Osten liegende Tomintoul House. Das 1841 errichtete Gebäude steht unter Denkmalschutz.